# Sân bay Dabou
Sân bay Dabou (ICAO: DIDB) là một sân bay ở Dabou, Bờ Biển Ngà.